# Historia de bitcoin sv
Bitcoin SV (BSV) es una criptomoneda que utiliza la criptografía para controlar su creación y gestión de forma descentralizada. Es una bifurcación de la red de Bitcoin Cash (BCH) que tiene como objetivo en el largo plazo el escalado en cadena para servir como efectivo electrónico y plataforma de almacenamiento inmutable descentralizado, y tiene como característica tarifas muy bajas, una gran capacidad de procesamiento y un gran volumen de procesamiento de transacciones.

## Antecedentes
Su irrupción como moneda alternativa se debe a un desacuerdo en torno a las propuestas de actualización para Bitcoin Cash, la primera liderada por Bitcoin ABC, con el apoyo de Bitcoin.com, y la segunda liderada por «Bitcoin SV node», fundada, apoyada y financiada por las empresas nChain y CoinGeek desde sus inicios. Hasta el 23 de noviembre de 2018, los simpatizantes de Bitcoin SV reclamaban el nombre «Bitcoin Cash» para su cadena de bloques.

## Lanzamiento
El 15 de noviembre de 2018 la red Bitcoin Cash se actualiza mediante un hard fork contencioso a la altura del bloque número 556.766. De forma paralela a la actualización liderada por Bitcoin ABC, se ejecuta una actualización del protocolo impulsada por el equipo de desarrollo de «Bitcoin SV» (ahora Bitcoin SV node) cuyo producto fue una división de la cadena de bloques que generó una segunda versión de la cadena.
Las cadenas resultantes de la separación fueron inicialmente identificadas como «BCHABC» y «BCHSV» en referencia a las propuestas de actualización que las habían originado.
Según las especificaciones técnicas de la versión 0.1 de Bitcoin SV node, durante la bifurcación del 15 de noviembre la rama «BCHSV» hizo los siguientes cambios a las normas de consenso:
- Reactivación de los códigos de operación OP_MUL, OP_INVERT, OP_LSHIFT, and OP_RSHIFT.
- Elevación del tamaño de los bloques de 32 MB a 128 MB.

Unos días después de la división simpatizantes de BCHSV y medios de comunicación  comenzaron a referirse a dicha cadena como Bitcoin SV, Bitcoin Cash SV o BSV.
De forma paralela, muchos exchanges de criptomonedas (entre otras instituciones) comenzaron a reconocer a BCHABC como Bitcoin Cash.
A través del medio de comunicación CoinGeek (uno de los más prominentes defensores iniciales de la moneda), los simpatizantes aceptaron los nuevos identificadores como válidos, declararon ya no estar interesados en el nombre Bitcoin Cash y admitieron que la guerra de hash que habían comenzado había terminado y que agregarían un mecanismo de protección anti-repetición a su cadena, lo que oficializó la división como permanente.

#### Protección anti-reproducción
Debido a que durante la división del 15 de noviembre de 2018 ninguna de las dos cadenas había implementado un mecanismo de protección anti-reproducción en su protocolo, al momento de la separación hubo mucha incertidumbre debido a la posibilidad de que las transacciones transmitidas a alguna de las dos redes peer-to-peer se repitiesen en la otra (ocasionando el envío accidental de fondos adicionales). En consecuencia, algunas empresas y desarrolladores de aplicaciones idearon formas de dividir de facto las monedas por medio de funciones y herramientas que hacían uso de códigos operacionales que solo eran aceptados en una de las cadenas según fuera el caso.
Pese a las declaraciones de publicadas en una nota de prensa el 26 de noviembre de 2018 por Steve Shadders, director técnico de Bitcoin SV node, en las que aseguraba que implementarían un mecanismo de protección anti-reproducción, esta característica no ha sido implementada a 19 de noviembre de 2019 y no se han ofrecido nuevas declaraciones sobre el tema.

## 2019

### Delistado de exchanges
El 15 de abril de 2019, el exchange Binance anuncia oficialmente su decisión de eliminar Bitcoin SV el día 22 de ese mismo mes tras un acalorado altercado iniciado el día 11 entre su fundador, Changpeng Zhao, y los líderes de la comunidad BSV Calvin Arye y Craig Wright. Como consecuencia de este altercado inicia un debate y una campaña en redes sociales denominada #DelistBSV. Ese mismo día la empresa Blockchain.com (antiguo Blockchain.info) anunció que habían programado la eliminación de la moneda para el 15 de mayo y recomendaba a sus usuarios cambiar sus BSV por otras criptomonedas dentro de su plataforma o retirarlos.
El exchange Kraken.com, por su parte, decidió abrir una encuesta en su cuenta oficial de Twitter preguntando si debía sacar a BSV de su listado, encuesta que culminó con un 71% de votos a favor de la opción "Sí, es tóxica"  y el anuncio oficial de la empresa de que los depósitos serían desactivados el 22 de abril, sus pares de comercio eliminados el día 29 y los retiros continuarían activos sólo hasta el 31 de mayo.
El fundador y CEO de Shapeshift.io, Erik Voorhees, se unió a este movimiento anunciando a través de su cuenta personal que su empresa delistaría BSV "en las próximas 48 horas".
El 16 de abril de 2019 los exchanges OKEx.com y TradeSatoshi.com se pronunciaron anunciando que se mantenían neutrales y que BSV no cumplía con sus criterios de delistado, por lo que no planeaban eliminar la moneda en un futuro cercano.
Las plataformas Bitforex.com  y ChangeNow.io anuncian oficialmente la eliminación de Bitcoin SV respectivamente el 17 y el 19 de abril de 2019.

### Cambio de licencia de MIT a OpenBSV
El 20 de mayo de 2019, el cliente de referencia de la moneda, Bitcoin SV node, publicó su versión 2.0, en la que, entre otros cambios, cambio la licencia del software de una MIT a una denominada OpenBSV.
Tal y como lo describe la nueva licencia, «el software y sus derivados» solo pueden ser utilizados en la blockchain de Bitcoin SV.
Para identificar dicha cadena de bloques se usa como referencia el hash000000000000000001d956714215d96ffc00e0afda4cd0a96c96f8d802b1662bdel bloque 556767.
Algunos críticos señalan que debido a las restricciones introducidas en su cliente de referencia, Bitcoin SV dejó de ser software de código abierto.

## Anexos
- Anexo:Bifurcación de bitcoin sv